# Vasile Deheleanu
Vasile Deheleanu (12 d'agost de 1910 - 30 d'abril de 2003) fou un futbolista romanès. Va formar part de l'equip romanès a la Copa del Món de 1934.